# Hebron (Illinois)
Pour les articles homonymes, voir Hebron.
Hebron est un village du comté de McHenry dans l'Illinois, aux États-Unis,. Situé au nord du comté, il est incorporé le 16 janvier 1896.

## Démographie
Lors du recensement de 2010, le village comptait une population de 1 216 habitants. Elle est estimée, en 2016, à 1 194 habitants.

### Source de la traduction
- (en) Cet article est partiellement ou en totalité issu de l’article de Wikipédia en anglais intitulé « Hebron, Illinois » (voir la liste des auteurs).